# Ніколай Димитров
Ніколай Димитров (болг. Николай Димитров, нар. 15 жовтня 1987, Русе) — болгарський футболіст, півзахисник клубу «Урал».
Виступав, зокрема, за клуб «Левскі», а також національну збірну Болгарії.
Чемпіон Болгарії.

## Клубна кар'єра
Народився 15 жовтня 1987 року в місті Русе. Вихованець футбольної школи клубу «Левскі». Дорослу футбольну кар'єру розпочав 2004 року в основній команді того ж клубу, в якій провів шість сезонів, взявши участь у 89 матчах чемпіонату. За цей час виборов титул чемпіона Болгарії.
Згодом з 2010 по 2016 рік грав у складі команд клубів «Касимпаша», «Самсунспор», «Болуспор», «Манісаспор», «Шкода Ксанті» та «Славія» (Софія).
До складу клубу «Урал» приєднався 2017 року.

## Виступи за збірні
З 2006 року залучався до складу молодіжної збірної Болгарії. На молодіжному рівні зіграв у 26 офіційних матчах, забив 5 голів.
У 2008 році дебютував в офіційних матчах у складі національної збірної Болгарії. Наразі провів у формі головної команди країни 8 матчів.

## Титули і досягнення
- Чемпіон Болгарії (3):

«Левскі»: 2005-06, 2006-07, 2008-09
- Володар Кубка Болгарії (1):

«Левскі»: 2006-07
- Володар Суперкубка Болгарії (3):

«Левскі»: 2005, 2007, 2009